# Convenzione delle Nazioni Unite sui diritti delle persone con disabilità
La Convenzione ONU per i diritti delle persone con disabilità (in inglese Convention on the Rights of Persons with Disabilities, in sigla CRPD) è un trattato internazionale finalizzato a combattere le discriminazioni e le violazioni dei diritti umani.
La Convenzione si inserisce nel contesto della tutela e della promozione dei diritti della persona, così come delineato in sede internazionale a partire dalla Dichiarazione universale dei diritti umani del 1948, e conferma in favore delle persone con disabilità i principi fondamentali in relazione ai diritti di pari opportunità e di non discriminazione.
In generale, la Convenzione non riconosce "nuovi" diritti alle persone con disabilità, ma mira piuttosto ad assicurare che esse possano godere di tutti i diritti riconosciuti agli altri cittadini. Elemento di novità è costituito dal riferimento alla promozione della disponibilità e dell’uso di nuove tecnologie, incluse quelle dell’informazione e della comunicazione, con un accento posto sull’impiego della metodologia della Progettazione Universale.
La Convenzione si compone di un preambolo e di 50 articoli e intende promuovere, proteggere e assicurare il pieno ed uguale godimento di tutti i diritti e di tutte le libertà da parte di tutte le persone, ivi comprese quelle con disabilità. La disabilità viene riconosciuta come una condizione legata all'esistenza di barriere di varia natura (fisiche, psicologiche, sociali) che possono ostacolare i portatori di minorazioni fisiche, mentali o sensoriali, e che, secondo la Convenzione, hanno il diritto di partecipare in modo pieno ed effettivo alla società.
Alla Convenzione segue un Protocollo opzionale, composto da 18 articoli.
La Convenzione prevede che ogni Stato presenti un rapporto dettagliato sulle misure prese per adempiere ai propri obblighi e sui progressi conseguiti al riguardo.
L'Assemblea delle Nazioni Unite ha approvato la Convenzione sui diritti delle persone con disabilità nel dicembre 2006.
Attraverso i suoi 50 articoli, la Convenzione indica la strada che gli Stati del mondo devono percorrere per garantire i diritti di uguaglianza e di inclusione sociale di tutti i cittadini con disabilità.

## Italia
- 24 febbraio 2009: il Parlamento della Repubblica Italiana ratifica la Convenzione, che diventa legge dello Stato.[4][5]
- 23 dicembre 2010: l'Unione europea ratifica la Convenzione.[6][7]

Trova pertanto applicazione anche nei confronti di tutte le persone con disabilità italiane e ne riconosce a pieno titolo lo status di cittadini di questo Paese.

## Gli articoli principali della Convenzione

### Articolo 1 - Scopo
"Promuovere, proteggere e garantire il pieno ed uguale godimento di tutti i diritti umani e di tutte le libertà fondamentali da parte delle persone con disabilità, e promuovere il rispetto per la loro intrinseca dignità".
[…]

### Articolo 3 - Principi generali della Convenzione
"Il rispetto per la dignità intrinseca, l'autonomia individuale, compresa la libertà di compiere le proprie scelte, e l'indipendenza delle persone;
- la non discriminazione;
- la piena ed effettiva partecipazione e inclusione nella società;
- il rispetto per la differenza e l'accettazione delle persone con disabilità come parte della diversità umana e dell'umanità stessa;
- la parità di opportunità;
- l'accessibilità;
- la parità tra uomini e donne;
- il rispetto dello sviluppo delle capacità dei minori con disabilità e
- il rispetto del diritto dei minori con disabilità a preservare la propria identità".

### Articolo 8 - Accrescimento della consapevolezza
[…] "Sensibilizzare la società nel suo insieme, anche a livello familiare, sulla situazione delle persone con disabilità; accrescere il rispetto per i diritti e la dignità delle persone con disabilità; combattere gli stereotipi, i pregiudizi e le pratiche dannose concernenti le persone con disabilità, compresi quelli fondati sul sesso e l'età, in tutti gli ambiti; promuovere la consapevolezza delle capacità e i contributi delle persone con disabilità".

### Articolo 19 - Vivere in modo indipendente ed essere inclusi nella collettività
[…] "Le persone con disabilità abbiano la possibilità di scegliere, su base di uguaglianza con gli altri, il proprio luogo di residenza e dove e con chi vivere; le persone con disabilità abbiano accesso ad una varietà di servizi di sostegno domiciliari, residenziali e di altro tipo, compresa l'assistenza personale necessaria per consentire loro di vivere ed essere incluse nella società e impedire che siano isolate o segregate dalla collettività;
i servizi e le strutture destinati alla popolazione generale siano messe a disposizione, su base di uguaglianza con gli altri, delle persone con disabilità e siano adattati ai loro bisogni".

### Articolo 24 - Educazione
"Gli Stati riconoscono il diritto all'istruzione delle persone con disabilità. Allo scopo di realizzare tale diritto senza discriminazioni e su base di pari opportunità, gli Stati Parti garantiscono un sistema di istruzione inclusivo a tutti i livelli ed un apprendimento continuo lungo tutto l'arco della vita".
[…]
Scopi: 
- pieno sviluppo del potenziale umano, del senso di dignità e dell'autostima ed al rafforzamento dei diritti umani, delle libertà fondamentali e della diversità umana; 
(...)

### Articolo 27 - Lavoro e occupazione
"Si riconosce il diritto al lavoro delle persone con disabilità, su base di uguaglianza con gli altri, ossia il diritto di potersi mantenere attraverso un lavoro liberamente scelto o accettato in un mercato del lavoro e in un ambiente lavorativo aperto, che favorisca l'inclusione e l'accessibilità alle persone con disabilità".
[…]

### Articolo 30 - Partecipazione alla vita culturale e ricreativa, agli svaghi ed allo sport
"Gli Stati riconoscono il diritto delle persone con disabilità a prendere parte su base di uguaglianza con gli altri alla vita culturale e adottano tutte le misure adeguate a garantire alle persone con disabilità:
1. l'accesso ai prodotti culturali in formati accessibili;
2. l'accesso a programmi televisivi, film, spettacoli teatrali e altre attività culturali, in formati accessibili;
3. l'accesso a luoghi di attività culturali, come teatri, musei, cinema, biblioteche e servizi turistici, e, per quanto possibile, a monumenti e siti importanti per la cultura nazionale".

## Il Protocollo Opzionale
Il 13 dicembre 2006 fu siglato a New York l'Optional Protocol to the Convention on the Rights of Persons with Disabilities, un testo integrativo che entrò in vigore il 3 maggio 2008, unitamente alla convenzione principale. Al 2022, l'atto era stato sottoscritto da 94 Paesi e ratificato formalmente da 100.

## Comitato per i diritti delle persone con disabilità
Il 3 maggio 2008, ebbe luogo nuovamente a New York la prima conferenza dei Paesi firmatari, che elessero a scrutinio segreto i dodici membri del comitato attuativo della Convenzione e del Protocollo Opzionale, che entravano in vigore nello stesso giorno. Quando i Paesi ratificanti toccarono la quota di 80 membri, i componenti del comitato attuativo furono aumentati a 18, di cui metà con un mandato di due anni e l'altro 50% con un mandato quadriennale.
Supportati dall'Alto commissariato delle Nazioni Unite per i diritti umani, si incontrano due volte all'anno a Ginevra per esaminare e discutere i report trasmessi dai 153 membri ONU della Convenzione e dagli 85 del Protocollo (dati al 2015) in merito all'adeguamento della loro legislazione e giurisprudenza alle disposizioni della Convenzione e del suo Protocollo Opzionale. Il comitato è uno dei nove organismi delle Nazioni Unite incaricati di presiedere l'attuazione di altrettanti trattati in tema di diritti umani.
Nel 2015, il comitato avviò la sua prima procedura formale di inchiesta nei confronti di un Paese firmatario, nella quale il governo del Regno Unito fu accusato dell'inadempienza delle sue decisioni politiche rispetto agli obblighi assunti con la ratifica.